# Choummaly Sayasone
Choummaly Sayasone en Idioma laosiano:(ຈູມມະລີ ໄຊຍະສອນ) (Attopu, Laos, 6 de marzo de 1936) fue presidente de Laos y Secretario-General (líder) del Partido Popular Revolucionario de Laos (PPRL). Fue elegido Secretario-General el 21 de marzo de 2006 por el 8.° Congreso del partido, sucediendo Khamtai Siphandon, a quién también sucedió en la presidencia del país, en 8 de junio de 2006. En 2016 fue sucedido por Bounnhang Vorachith.
Sayasone ingresó en el Politburo en 2001 y fue vicepresidente entre 2001 y 2006. También fue Ministro de la Defensa de Laos.
| Predecesor: Khamtai Siphandon | Presidente de Laos 2006 - 2016 | Sucesor: Bounnhang Vorachith |

- Datos: Q57444
- Multimedia: Choummaly Sayasone / Q57444